# 바다 (브리지)
《바다 H.100》(영어: The Sea)는 영국의 작곡가 프랭크 브리지가 1910~11년에 작곡한 관현악 모음곡이다. 1912년 9월 24일에 런던에서 초연되었다.

## 악장 구성
총 4개의 악장으로 이루고 있다.
- 1곡: 해도(海圖, Seascape) : Allegro ben moderato
- 2곡: 해포(海泡, Seafoam) : Allegro vivo
- 3곡: 월광(月光, Moonlight) : Adagio non troppo
- 4곡: 폭풍(暴風, Storm) : Allegro energico – Allegro moderato e largamente

## 악기 편성
- 목관악기: 피콜로, 플루트2, 오보에2, 잉글리시 호른, 클라리넷(내림 나·가)2, 베이스 클라리넷(내림 나·가), 바순2, 콘트라바순
- 금관악기: 호른(바)4, 트럼펫(가·내림 나)3, 트롬본3, 튜바
- 타악기: 팀파니, 큰북, 작은북, 심벌즈, 트라이앵글
- 현악기: 하프, 현악 5부